# Футбол на літніх Олімпійських іграх 1904
Змагання з футболу на літніх Олімпійських іграх 1904 пройшли з 16 листопада по 23 листопада і закрили Олімпіаду. Проведення Ігор було розтягнуто на декілька місяців, й проходили вони в рамках Міжнародного ярмарку в Сент-Луїсі.
Всього в турнірі взяли участь три команди (36 спортсменів) з двох країн. Турнір проходив за тією ж схемою що і на літніх Олімпійських іграх 1900 — команди проводили між собою по матчу і таким чином виявляли переможця.

## Змагання
На літніх Олімпійських іграх 1904 турнір з футболу проводився не між збірними країн, а між окремими командами. В той час медалей не видавалось, але згодом МОК підвищив статус змагань до офіційних та нагородив учасників золотими, срібними і бронзовими нагородами.
Змагання були зіграні у вигляді кругового турніру, хоча гра між Christian Brothers College і St. Rose Parish перегравалась двічі через те, що команди двічі грали в нічию 0-0.
| Місце | Команда                    | Країна | Результати | Результати | Голи   | Голи  |
| Місце | Команда                    | Країна | Перемог    | Прогр.     | Забито | Проп. |
| ----- | -------------------------- | ------ | ---------- | ---------- | ------ | ----- |
| 1     | Galt F.C.                  | Канада | 2          | 0          | 11     | 0     |
| 2     | Christian Brothers College | США    | 1          | 1          | 2      | 7     |
| 3     | St. Rose Parish            | США    | 0          | 2          | 0      | 6     |